# Józef Gąsienica
Józef Gąsienica (ur. 23 marca 1941 w Zakopanem, zm. 14 maja 2005 tamże) – polski kombinator norweski, dwukrotny olimpijczyk, trzykrotny mistrz Polski.
W 1967 zajął 3. miejsce w zawodach w Reit im Winkl, 6. w Le Brassus, 4. w Grenoble, 2. w Kirunie. W 1968 3. miejsce w Le Brassus, 1. miejsce w Reit im Winkl. Na olimpiadzie w Grenoble 1968 w kombinacji norweskiej zajął 6. miejsce: w skokach 8. miejsce, w biegu 11. miejsce. Podczas biegu nadrabiał straty ze skoków i miał w zasięgu ręki nawet srebrny medal, ale na 10. kilometrze trasy złamał nartę. Nikogo z Polaków w pobliżu nie było, kibicujący radzieccy biathloniści odmówili pożyczenia narty; biegacz szukając narty i biegnąc potem na niedopasowanym sprzęcie stracił medal. Wydarzenie to było potem szeroko komentowane w Polsce, gdyż była to największa szansa medalowa Polaków na olimpiadzie.
Niecały miesiąc po olimpiadzie Józef Gąsienica wygrał zawody o Puchar Tatr w Szczyrbskim Plesie. Na olimpiadzie w Sapporo 1972 w kombinacji norweskiej zajął 31. miejsce, w skokach 34., w biegu 21.
Józefa Gąsienicy nie należy mylić z innym dwuboistą klasycznym startującym w tym samym okresie, Józefem Gąsienicą Danielem.
Mistrz polski w kombinacji norweskiej 1962 i 1971. Mistrz Polski w sztafecie 4 × 10 km w 1968. Sześciokrotny wicemistrz polski.

## Życie prywatne
Mieszkał w Cyrhli, później w USA. Żona – Róża. Brat Wawrzyńca Gąsienicy narciarza biegacza.